# Ведресево
Ведресево (баш. Ведресев) — деревня в Краснокамском районе Республики Башкортостан Российской Федерации. Входит в состав Никольского сельсовета.

## География

### Географическое положение
Расстояние до:
- районного центра (Николо-Берёзовка): 36 км,
- центра сельсовета (Никольское): 5 км,
- ближайшей ж/д станции (Карманово): 20 км.

## Население
| 2002 | 2009 | 2010 |
| ---- | ---- | ---- |
| 109  | ↗175 | ↘97  |

Национальный состав
Согласно переписи 2002 года, преобладающая национальность — марийцы (94 %).